# Чухнов Іван Пилипович
Іва́н Пили́пович Чухнов (1904—1965) — генерал-полковник СРСР, начальник хімічних військ Сухопутних військ (1945—1965).

## З життєпису
Народився 1904 року у Новомиргороді в українській селянській родині. З 1923 року — в рядах ЧА. 1926 року закінчив кавалерійську школу ім. Будьонного, командир взводу кавалерійського полку. 1929-го закінчив хімічні курси вдосконалення командного складу, з листопада 1927 року — в.о. командира окремого хімічного взводу 8-ї кавалерійської дивізії. Командував хімічними службами в кавалерійських частинах, від 1932-го — начальник хімічної служби 43-ї стрілецької дивізії. В 1937—1939 роках — воєнний комісар Калінінського воєнно-хімічного училища. З 1939 року — бригадний комісар. Протягом 1940—1941 років — член Воєнної ради 7-ї армії Ленінградського військового округу.
Від липня 1941-го — член Військової ради 8-ї армії, по тому — начальник політвідділів 83-ї та 286-ї стрілецьких дивізій. Брав участь в Прибалтійській оборонній операції, обороні Ленінграда. Від березня 1942-го — член Військової ради Приморської армії, брав участь у обороні Севастополя.
З грудня 1942 року — генерал-майор технічних військ, перший замісник Головного військово-хімічного управління РА.
Від липня 1946-го — генерал-лейтенант, начальник хімічних військ Сухопутних військ.
Серпнем 1955-го — генерал-полковник.
Нагороджений 2 орденами Леніна, 3 орденами Червоного Прапора, орденом Богдана Хмельницького 1-го ступеню, медалями.
Проживав з дружиною Євгенією Іванівною Раховою (1914—1988).